# Magyarpalatkai Banda

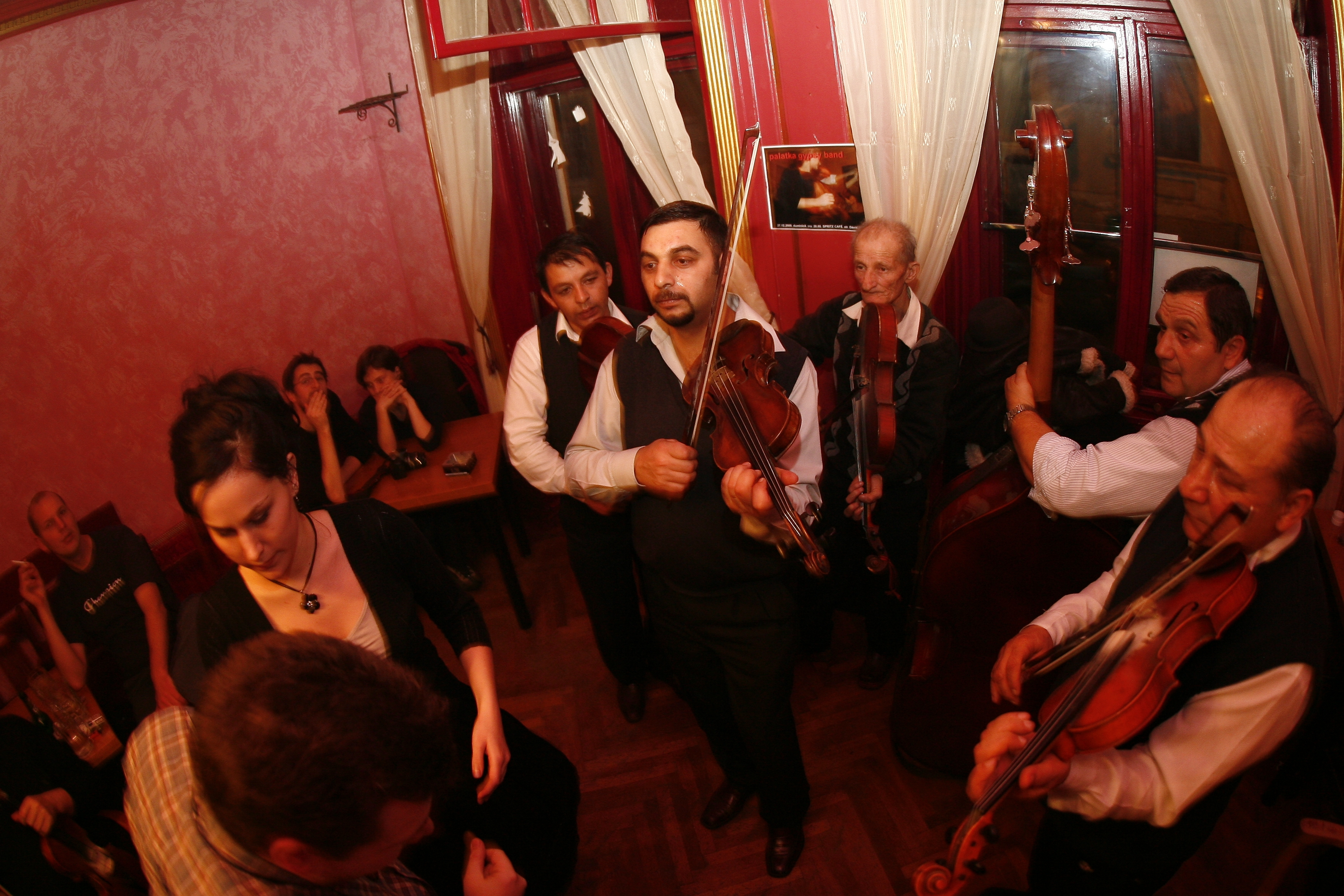
A Magyarpalatkai banda egy kolozsvári táncházban

A Magyarpalatkai Banda a táncházmozgalom egyik legismertebb és legkedveltebb adatközlő vonószenekara.

## Története
Az erdélyi Mezőségen található Magyarpalatka (románul Pălatca) régóta a környék egyik legjelentősebb zenészközpontja. Az itt élő cigányzenész dinasztiák nemcsak saját falujuk, hanem sok környező település (például Báré, Kötelend, Mezőgyéres, Mezőkeszü, Vajdakamarás, Visa) zenei igényeit is kielégítették. A zenekar egyaránt játszik magyar, román és cigány népzenét. Számos zenész muzsikált itt, többen a biztosabb megélhetés érdekében más falvakba költöztek át. A zenészek szinte mindannyian rokonságban állnak egymással, tudásukat hagyományosan továbbadják a generációk között. Korábban akár öt zenekart is ki tudott állítani a falu. Jelenleg két zenekar van, melynek közös tagjai is vannak ugyan, de a 2 banda mégis elkülönül (a faluban úgy hívják őket, hogy az „öreg” és a „fiatal” banda). Az „öreg” zenekar működik aktívabban, nekik van több külföldi, például magyarországi fellépésük is. Amióta a zenekar sokat jár külföldre, megemelkedtek az egy-egy zenélésért elkért összegek, így a helyiek nem tudják megfizeti őket, ezért a falu táncélete erősen hanyatlik.

## A zenekar felállása
A magyarpalatkai vonószenekarok korábban háromtagúak voltak, hegedű-brácsa-bőgő felállásban zenéltek. A 60-as évek környékén tértek át az ötfős felállásra, amit a hegedű és a brácsa megkettőzésével hoztak létre. A két hegedű mindig ugyanazt a dallamot játssza, bár néha a két prímás játékában oktávpárhuzam figyelhető meg. A brácsa az erdélyi zenekarokra jellemző háromhúros brácsa, melyen dallamot nem játszanak, kizárólag kísérőhangszerként alkalmazzák, főként dúr hármashangzatok megszólaltatásával. Bizonyos tánctípusok kíséreténél (például szökős, korcsos) a két brácsa eltérő ritmuskíséretet ad, a többinél egymást erősítve ugyanazt játssza. A bőgős csak a hangszer legmélyebb húrján játszik, melyet a szokásos kontra Á helyett kontra C-re hangol.

## Tagjai

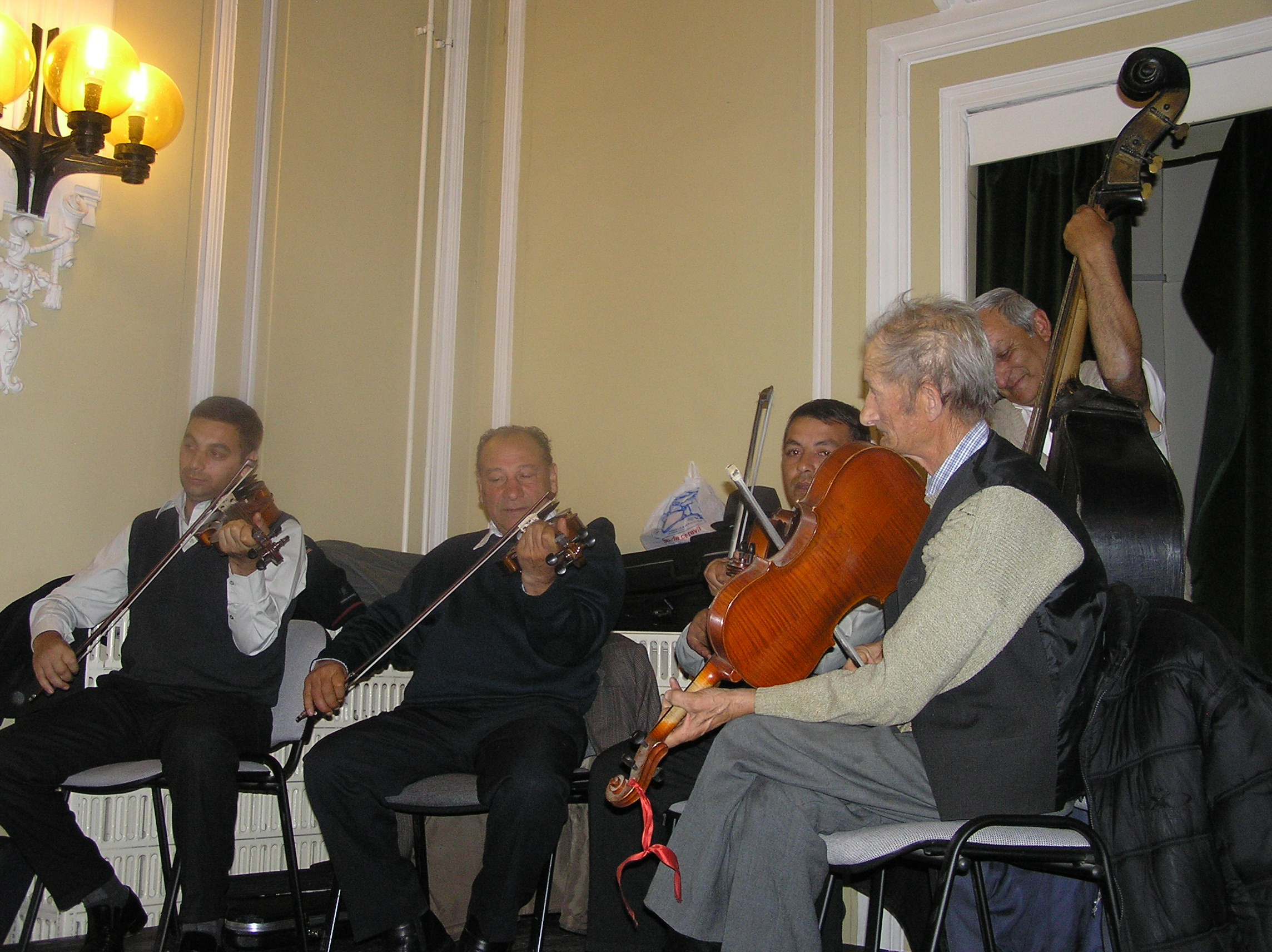
A Magyarpalatkai Banda a Hagyományok Házában muzsikál, 2006 novembere (Kodoba Florin, Kodoba Lőrinc, Radák Mihály, Moldován István, Kovács Márton)

A két zenekar jelenlegi tagjai, zárójelben a nevek magyar átírásával és a születés évével:
„Öreg” zenekar
- Martin Codoba „Florin” (Kodoba Florin, 1977) hegedű
- Laurențiu Codoba (Kodoba Lőrinc, 1947) hegedű
- Ștefan Moldovan (Moldován István, 1943) 3 húros brácsa
- Mihai Radac „Remus” (Radák Mihály "Rémusz", 1977) 3 húros brácsa
- Ioan Boldi bőgő

„Fiatal” zenekar
- Mácsingó Ignác „Náci” (1965, prímás)
- Mácsingó Líviu (brácsa)
- Mircea Covaci (bőgő)

(A „fiatal” zenekar esetenként kiegészül a faluban tartózkodó „öreg” zenekar tagjaival.)
A zenészek közül csak Kodoba Florin beszéli a magyar nyelvet, a többiek egy picit értenek magyarul, de beszélni csak románul tudnak.
Magyarországon több hanghordozó is megjelent, melyen a Magyarpalatkai Banda zenéje hallható. Ezek közül kettőt Fekete Antal „Puma” rögzített egy-egy lakodalom alkalmával Magyarpalatkán illetve Mezőkeszüben. Ezeken még az alábbi felállásban játszik a zenekar:
- Kodoba Márton (1941–2003) hegedű
- Kodoba Béla (1944–1999) hegedű
- Mátingó Ludovik (1935–1995) 3 húros brácsa
- Radák Mihály (1938–1992) 3 húros brácsa
- Kovács Márton „Puki” (1941–2020) nagybőgő

Az alábbi hanghordozók jelentek meg eddig Magyarországon, melyeken magyarpalatkai muzsikusok hallhatók. A zenekar az egyes kiadványokon más-más összetételű lehet.

## Diszkográfia
- Magyarpalatkai Banda – Esküvő Mezőkeszüben
- Magyarpalatkai Banda – Esküvő Magyarpalatkán 1984-ben
- Magyarpalatka – Mezőségi magyar népzene (dupla)
- Új Pátria sorozat 3.: Báré-Magyarpalatka